# コスモナフトラル駅
コスモナフトラル駅（ウズベク語: Kosmonavtlar bekati）はウズベキスタンのタシュケントヤッカサライ地区にある、タシュケント地下鉄の駅。

## 沿革
1984年12月8日にアリシェル・ナヴォイ-タシュケント間の開通時にコスモナフトラル・プロスペクティ駅（Kosmonavtlar Prospekti）として駅開業。この駅は人類初の有人宇宙飛行を行ったソ連の宇宙飛行士ユーリイ・ガガーリンと、女性として人類初の宇宙飛行を行ったワレンチナ・テレシコワを称えるために建設され、宇宙をテーマとした内装となっている。
1992年5月1日に駅名を「コスモナフトラル・プロスペクティ」から現在の「コスモナフトラル」に改名。
2024年4月22日、当駅はウズベキスタン国家有形文化遺産不動産リストに登録された。

## 駅構造
島式ホーム1面2線を有する地下駅。プラットホームはシャローコラム構造であり、宇宙をテーマにした装飾が施されている。ホームの壁にはウルグ・ベク、イカロス、ワレンチナ・テレシコワ、ユーリイ・ガガーリン、ウラディスラフ・ボルコフ、ウラジーミル・ジャニベコフを描いた円形の青い陶器のレリーフが飾られ、ホーム全体にガリレオ・ガリレイ、スプートニク1号、ユーリイ・ガガーリンといった壁画が描かれている。ホーム天井は天の川を模しており、ガラスの星が描かれている。天井は銀河系を模しており、ガラスの星で飾られている。本駅のデザインはセルゴ・スチャギンによって指揮された。
ホームから出口への階段はホーム両端にあり、改札口も別個に設置されている。改札口は入口・出口で分けられており、入口側はセキュリティチェックがある。

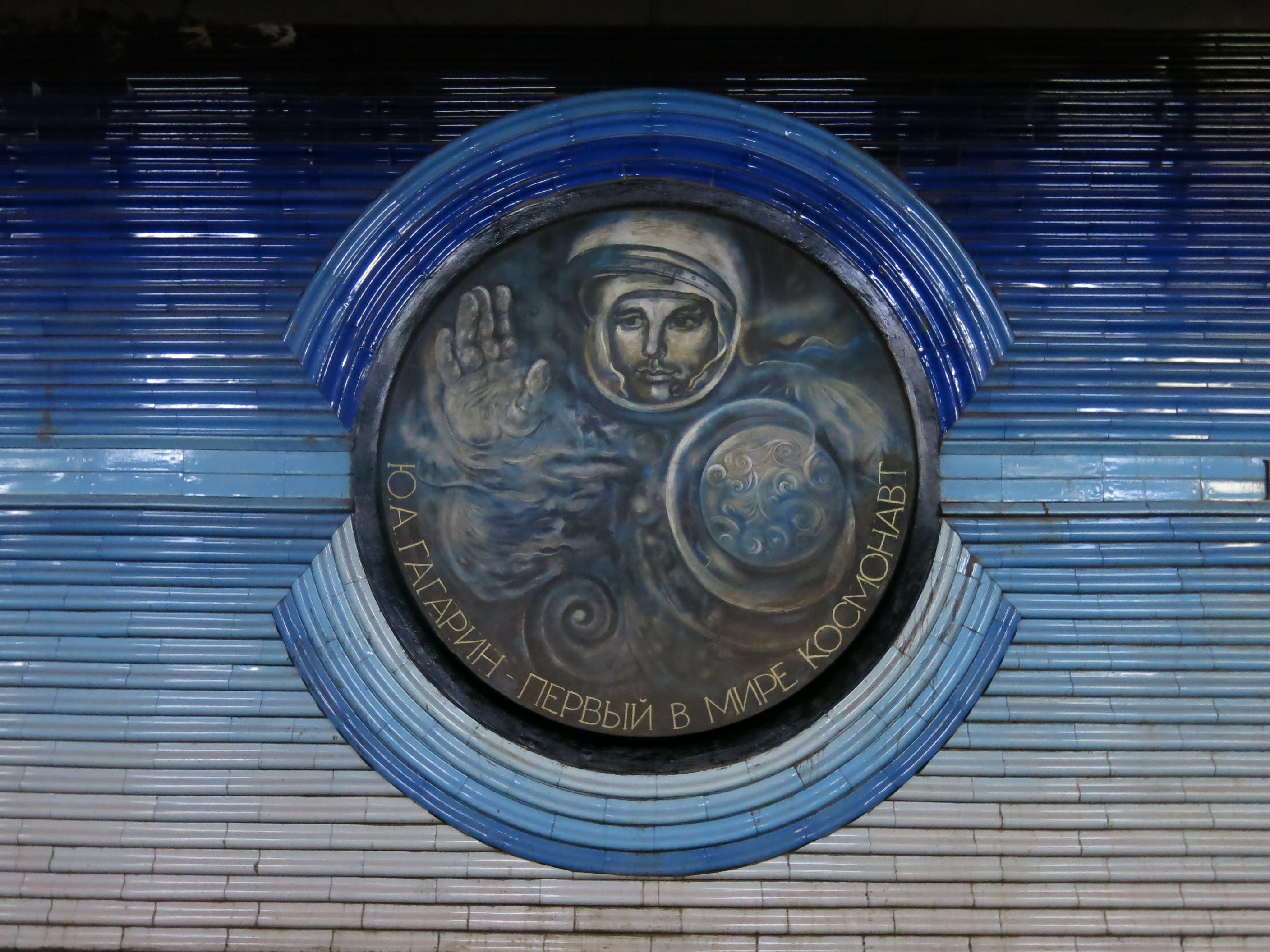
ユーリイ・ガガーリンのレリーフ
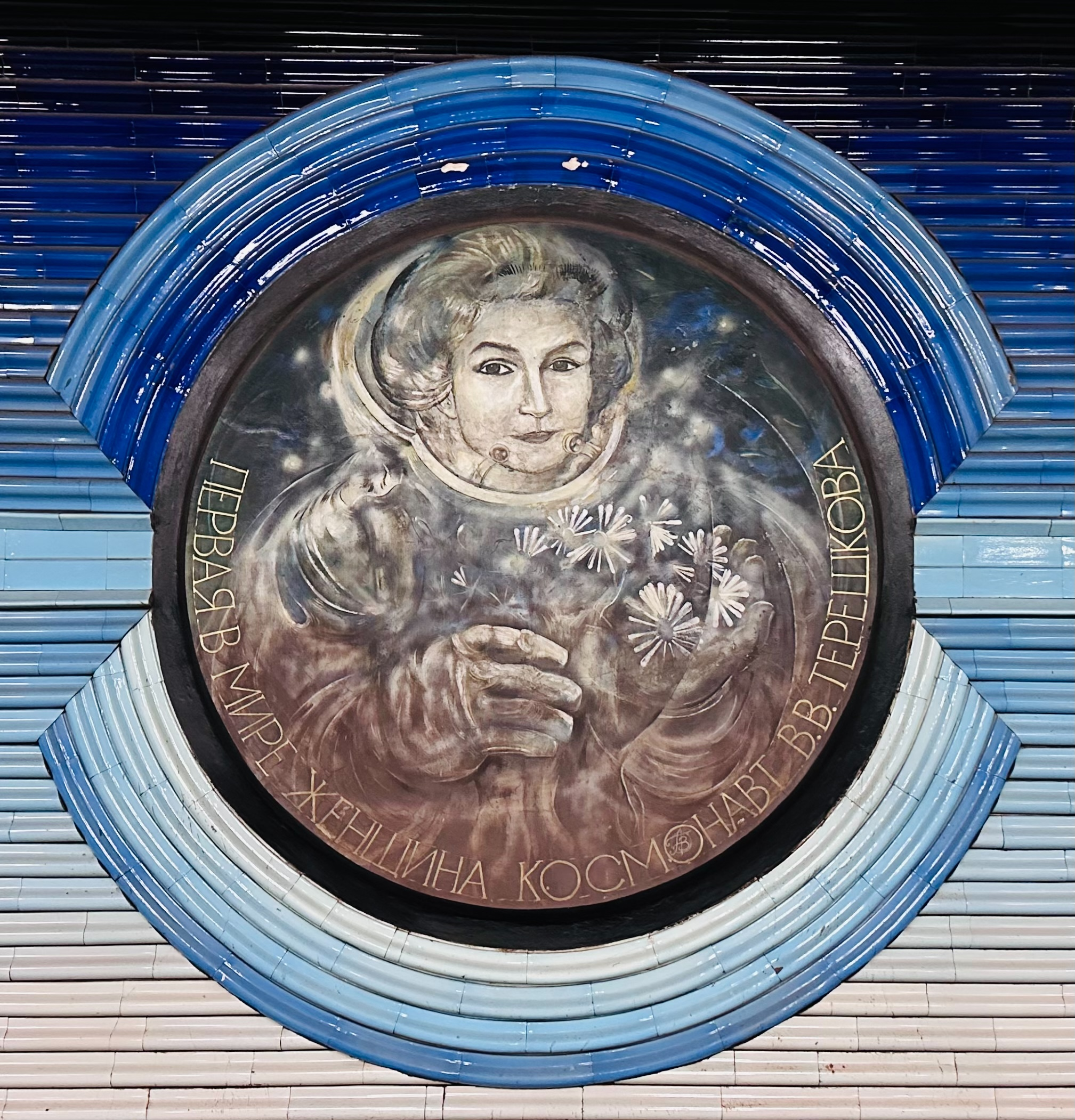
ワレンチナ・テレシコワのレリーフ
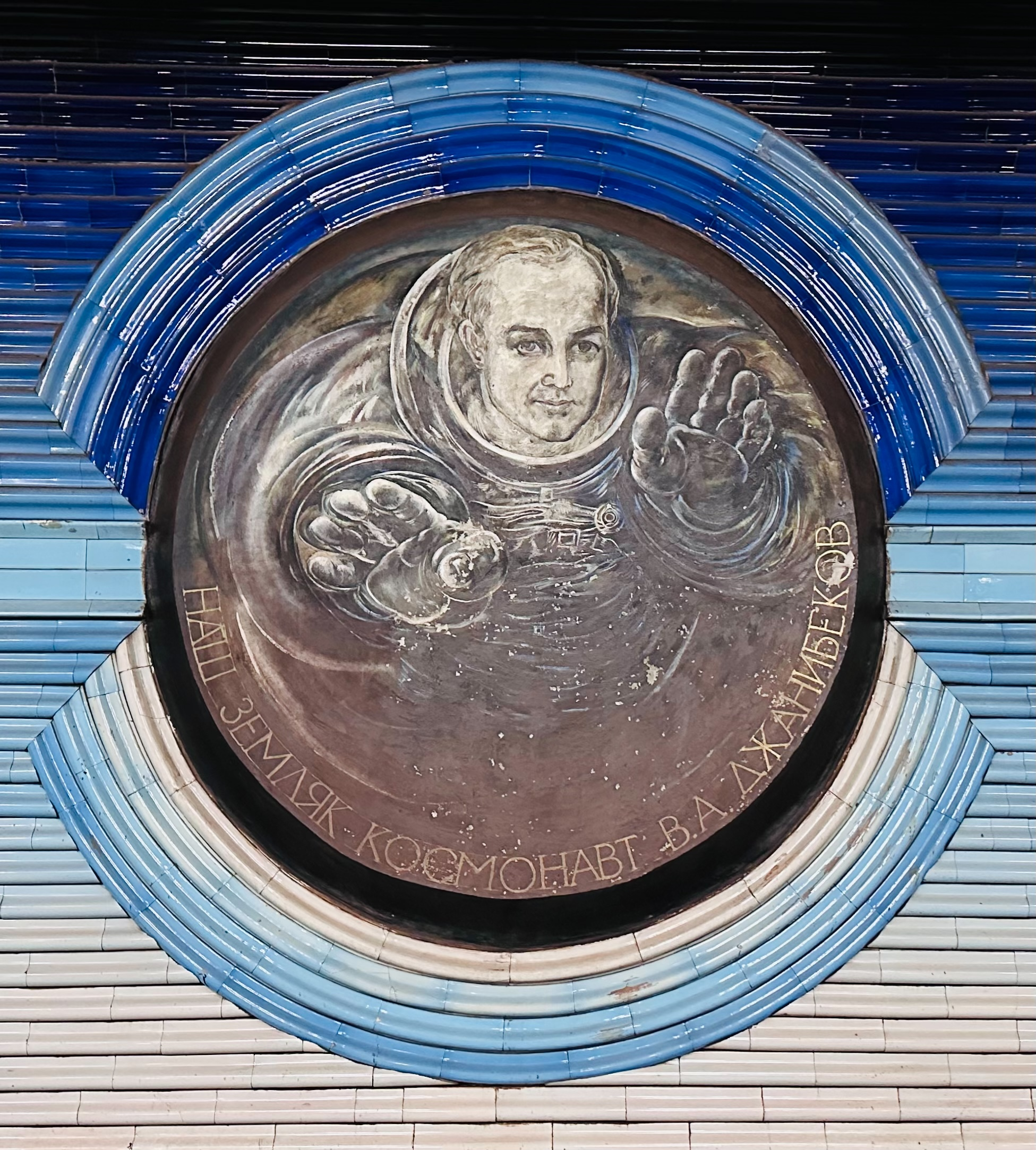
ウラジーミル・ジャニベコフのレリーフ
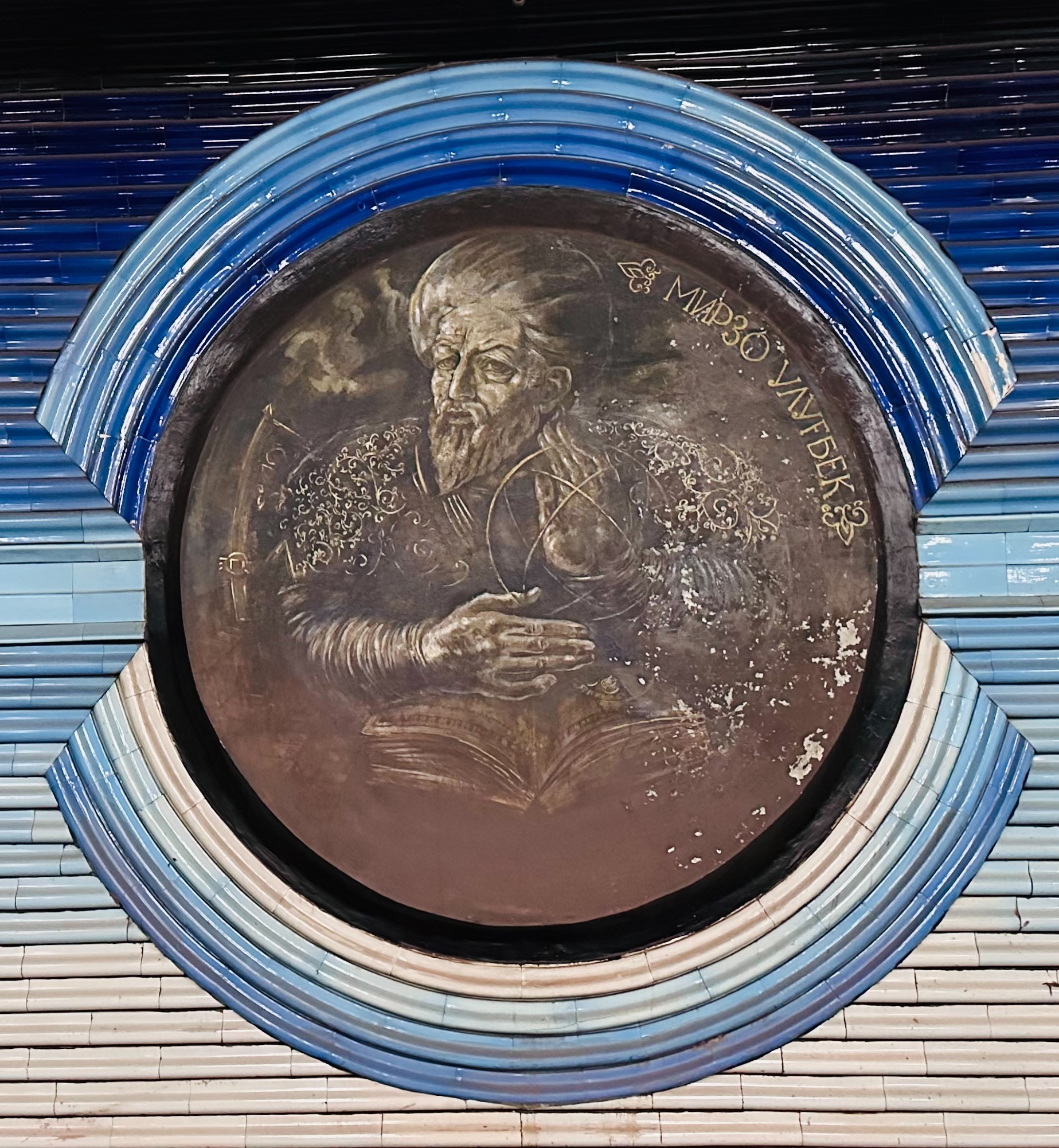
ウルグ・ベクのレリーフ

## 駅周辺
- ラシドフ通り
- アフラシヤブ通り（ウズベク語版）
- ウズベキスタン内務省
- ユヌス・ラジャビィ博物館（英語版、ウズベク語版）
- イスラム・カリモフ記念館

## 隣の駅
タシュケント地下鉄
 ウズベキスタン線
ウズベキスタン駅 - コスモナフトラル駅 - アイベク駅